# Хікару Сулу
Хікару Сулу (англ. Hikaru Sulu) — вигадана особа, персонаж, якого зіграв актор Джорджем Такеї; один з головних героїв науково-фантастичного телевізійного серіалу «Зоряний шлях: Оригінальний серіал». Він також з'являється в мультиплікаційному серіалі «Зоряний шлях: Анімаційний серіал», перших шести фільмах, в одному з епізодів серіалу «Зоряний шлях: Вояджер» і різних книгах, коміксах, відеоіграх.

## Біографія
Хікару Сулу народився в Сан-Франциско у 2237. У 2248 сім'я переїхала в Ішкаву, це планета Ганжуцу на кордоні з Клінгонською Імперією. Несподіваний напад Клінгонів, в результаті якого загинула подруга Сулу, залишило глибокий слід у його душі.
Сулу вступив до Академії Зоряного флоту у 2255, де захопився фехтуванням і тричі ставав чемпіоном. В академії він став фахівцем з ботаніки, закінчивши її у 2259. У тому ж році він вступив до Командної школи.
У 2265 лейтенант Сулу був призначений на зореліт Ентерпрайз головою астрономічної секції. У 2266 Сулу був призначений офіцером містка як рульовий, а також виконував обов'язки офіцера з тактики.
У 2266 Сулу, разом з іншими членами команди Ентерпрайза, потрапив під вплив вірусу Псі 2000 і уявляв себе д'Артаньяном, при цьому фехтуючи й тим самим підвівши команду під небезпеку. Того ж року Сулу здійснював подорож у минуле Землі через випадкове зіткнення Ентерпрайза з чорною дірою. Корабель засікли ВПС США. Капітан Кірк і Сулу спускалися на поверхню, щоб вилучити фотографії Ентерпрайза.
У 2267 Сулу, як і інші члени команди, зазнав дії спор на планеті Омікрон Мережі III. Як і решта команди, Сулу хотів покинути Зоряний Флот і залишитися жити на планеті, але був вилікуваний і повернувся до своїх обов'язків. У тому ж році Сулу був поранений через вибух консолі, викликаного технічними неполадками.
Коли молодий енсін Чехов був призначений на Ентерпрайз у 2267, він прийняв обов'язки офіцера з тактики. Між Чеховим і Сулу зав'язалася міцна дружба.